# Hydrozoanthidae
Hydrozoanthidae Sinniger, Reimer & Pawlowski, 2010 è una famiglia di esacoralli dell'ordine Zoantharia.

## Descrizione
La famiglia comprende zoantari per lo più coloniali, con polipi di diametro variabile da 1 a 12 mm, che presentano usualmente massicce incrostazioni di sabbia o altri detriti inorganici nello spessore delle loro pareti, collegati fra di loro da stoloni o da uno strato continuo di cenenchima, di colore dal giallo al rosso-brunastro, con tentacoli translucidi disposti in doppio ordine.

## Biologia
La famiglia comprende sia specie epizooiche obbligate, cioè che crescono solo utilizzando come substrato gli idrozoi (genere Hydrozoanthus), che specie epizootiche facoltative (Aenigmanthus e Terrazoanthus), che possono crescere sia su substrati viventi (idrozoi, ma anche antipatari o octocoralli) che sulle rocce.
La presenza di zooxantelle endosimbionti del genere Symbiodinium è stata dimostrata finora solo in una specie (Hydrozoanthus tunicans). Tutte le altre specie sinora studiate sono risultate prive di zooxantelle.

## Distribuzione e habitat
Questo raggruppamento ha una distribuzione tropicale e subtropicale. Il genere Hydrozoanthus è presente sia nell'oceano Atlantico che nell'oceano Pacifico. Il genere Terrazoanthus è endemico delle Galápagos. L'unica specie nota del genere Aenigmanthus (A. segoi) è stata scoperta nelle acque del Giappone, ma si tratterebbe della stessa specie descritta in precedenza in Madagascar, e temporaneamente etichettata come ‘Zoanthid Mada1’,il che farebbe supporre un'ampia distribuzione Indo-Pacifica.

## Tassonomia
La famiglia comprende i seguenti generi:
- Aenigmanthus Kise, Maeda & Reimer, 2019 (1 specie)
- Hydrozoanthus Sinniger, Reimer & Pawlowski, 2010
- Terrazoanthus Reimer & Fujii, 2010

### Alcune specie

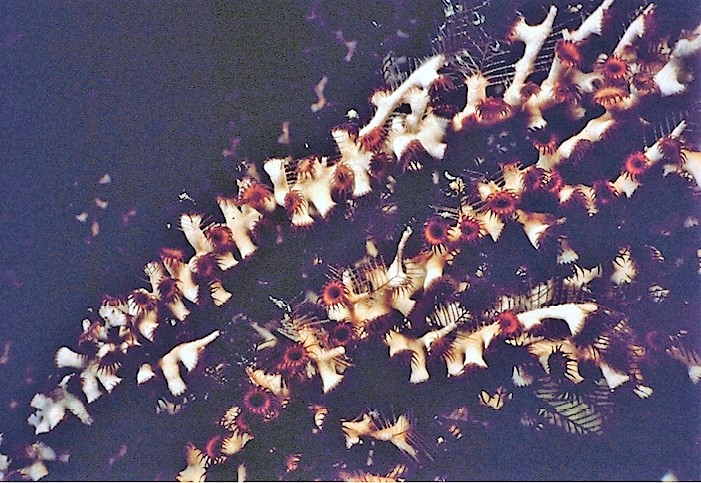
Hydrozoanthus gracilis
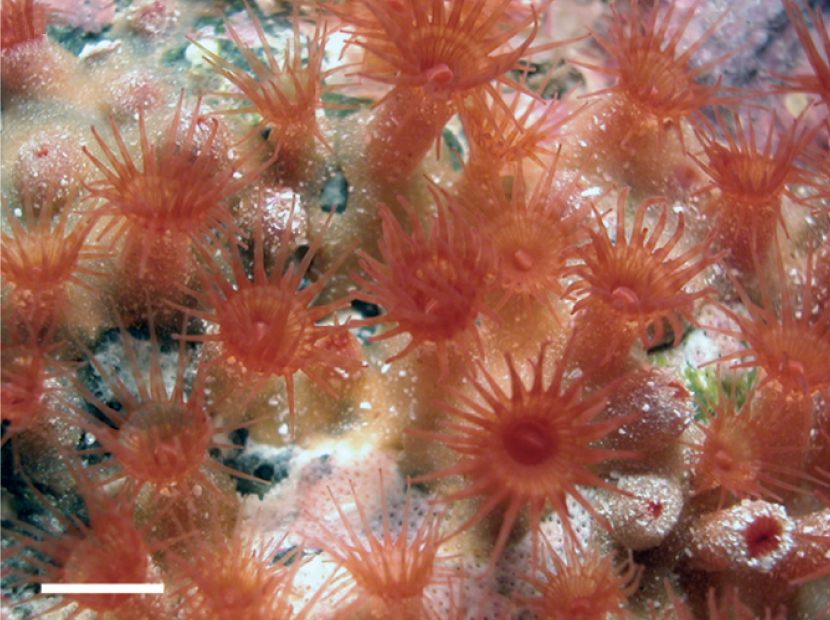
Terrazoanthus onoi